# سورباق
سورباق یکی از روستاهای استان آذربایجان شرقی است که در دهستان گرمه شمالی بخش کندوان شهرستان میانه واقع شده‌است.
این‌روستا‌ در مجاورت روستاهای طوین قزل‌یاتاق قرقیه کله‌گاه قرارگرفته و همراه با کوهستانی که دارد حدود ۱۲۵۰۰متر مربع مساحت دارد.